# Tony DiSpigna
Antonio "Tony" DiSpigna es un diseñador gráfico y diseñador de tipografías nacido en 1943 en la Isla de Isquia, en Italia. Fue socio del estudio de Lubalin Associates, donde trabajó en todos los aspectos de la comunicación visual y el diseño gráfico. Ha logrado reconocimiento internacional por sus diseños tipográficos y tipográficos, incluidos los tipos de letra y logotipos corporativos exclusivos de nuevo diseño.  

## Carrera
Tras emigrar con su familia a Estados Unidos, se graduó en el prestigioso Instituto Pratt de Nueva York en el año 1964. DiSpigna ha trabajado junto a los diseñadores gráficos Herb Lubalin y Tom Carnase y, además, ha trabajado de forma independiente en su estudio desde 1973.
DiSpigna es conocido por su contribución al diseño de varias tipografías, siendo las más famosas la ITC Serif Gothic e ITC Lubalin Graph. Sin embargo, pese a que se le conoce principalmente por haber diseñado estas dos tipografías, es responsable de la creación de muchas otras. Por ejemplo, a DiSpigna se le conoce por el estilo de letra Spencerian, dibujada a mano, que publicó en su libro Love Letters.

El documental ganador del Emmy Imported from Brooklyn relata su carrera y trabajo en el mundo del diseño. DiSpigna ha ejercido como profesor en la Escuela de Artes Visuales y, a día de hoy, imparte clases en el Instituto de Tecnología de Nueva York y en el Instituto Pratt, donde estudió.